# Joint Direct Attack Munition

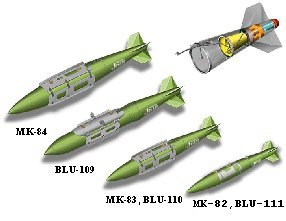
Rodzina bomb typu JDAM

Joint Direct Attack Munition – (ang. wspólna amunicja ataku bezpośredniego) w skrócie (JDAM) jest zestawem ogonowym dołączanym do standardowych bomb ogólnego przeznaczenia lub penetrujących, zamieniających je z broni niekierowanej w broń precyzyjnego rażenia, działającą w każdych warunkach pogodowych. Poza zestawem ogonowym z powierzchniami sterowymi zawiera również układy naprowadzania inercyjnego (INS) i odbiornik GPS. Zadaniem systemu jest zwiększenie celności standardowych niekierowanych bomb lotniczych bez względu na warunki pogodowe. System JDAM jest wspólnym programem Sił Powietrznych i Marynarki Stanów Zjednoczonych (stąd w nazwie joint - wspólny).

## Historia
Prace nad systemem JDAM rozpoczęto w październiku 1995 roku w firmach Lockheed Martin i Boeing, a pierwsze testy przeprowadzono w 1997, osiągając maksymalny błąd trafienia około 10 metrów przy zastosowaniu obu systemów kierowania i około 30 metrów przy naprowadzaniu tylko systemem inercyjnym INS. W czasie testów zrzucono ponad 450 bomb z systemem JDAM uzyskując skuteczność trafienia sięgającą 95%. Testy obejmowały zrzut przez chmury, w czasie deszczu i śniegu. Ponadto zrzucano naraz 16 bomb JDAM z samolotu Northrop B-2 Spirit, z których każda była zaprogramowana na trafienie w inny cel. W październiku 2003 roku przeprowadzono zakończony sukcesem test zrzutu z samolotu B-2 Spirit. Podczas jednego, 22-sekundowego przelotu zrzucono osiemdziesiąt wyposażonych w system JDAM 500-funtowych bomb Mk 82, naprowadzonych na 80 różnych celów. Współrzędne celów mogą być zaprogramowane przed startem lub podczas lotu samolotu nosiciela.
JDAM jest systemem relatywnie tanim, kosztuje około 20 000 dolarów za zestaw (pociski typu Cruise używane podczas operacji Pustynna Burza kosztują około miliona dolarów). Produkcję seryjną zestawu rozpoczęto 2 maja 1998 roku.

## Prace rozwojowe
Zasięg obecnie używanych przez Stany Zjednoczone bomb z systemem JDAM dochodzi do 24 km, ale wciąż prowadzone są prace rozwojowe zmierzające do jego zwiększenia. W ramach programu JDAM ER (Extended Range - wydłużony zasięg) planuje się zwiększenie zasięgu bomb systemu między innymi poprzez zastosowanie opracowywanego przez firmę MBDA dla bomb SDB systemu Diamond back (romboidalny grzbiet - od kształtu rozkładanych powierzchni nośnych) w postaci dodatkowych skrzydeł umożliwiających ich zrzut nawet 56 kilometrów od celu.
Również elektroniczne systemy naprowadzania poddawane są ciągłym ulepszeniom i modyfikacjom. Obecnie jest opracowywany nowy system odbiornika GPS odpornego na działanie urządzeń zakłócających.
W celu zwiększenia dokładności trafienia firma Boeing wraz z US Navy opracowuje system HART (Hornet Autonomous Real-time Targeting - autonomiczny system naprowadzania czasu rzeczywistego dla samolotu Hornet) współpracujący z radarem pokładowym samolotu marynarki F/A-18 Hornet. Wersją rozwojową tego systemu jest KAATS (Kill Assist Adverse Weather Targeting System - wspomagający system naprowadzania niezależny od pogody, dosłowne tłumaczenie system wspomagania zabijania niezależny od pogody) umożliwiający zdalne korygowanie toru lotu bomby już po jej zrzuceniu w celu naprowadzenia na cele ruchome.
Ponadto w ramach programu badawczego JDAM DAMASK (Direct Attack Munition Affordable SeeKer - opcjonalna głowica naprowadzająca broni ataku bezpośredniego) planuje się zastosować naprowadzające głowice telewizyjne zwiększające dokładność trafienia do 3 metrów. Dysponując taką precyzją bomby systemu JDAM mogą kompletnie wyprzeć z użytkowania systemy uzbrojenia naprowadzanego laserem takie jak Paveway.
Głowica naprowadzająca DAMASK zamontowana na dziobie bomby może używać jako wzoru do naprowadzenia się na cel obrazu wykonanego w świetle widzialnym, podczerwieni, obrazu radarowego z aperturą syntetyczną (SAR), fotografii satelitarnych lub innego źródła. Obraz celu może być załadowany do pamięci systemu bomby przed startem lub w trakcie lotu samolotu nosiciela. Czujnik podczerwieni systemu DAMASK aktywuje się 2000 metrów przed celem.

## Użycie bojowe
Obecnie używane systemy serii JDAM:
- GBU-29 z bombą Mk 81 o masie 250 funtów (113 kg)
- GBU-30 z bombą BLU-111 o masie 507 funtów (230 kg)
- GBU-31 z bombą BLU-109 o masie 2000 funtów (907 kg)
- GBU-31 z bombą Mk 84 o masie 2000 funtów (907 kg)
- GBU-32 z bombą Mk 83 o masie 1000 funtów (454 kg)
- GBU-35 z bombą BLU-110 o masie 1000 funtów (454 kg)
- GBU-38 z bombą Mk 82 o masie 500 funtów (226 kg)

Bomb systemu JDAM używano podczas:
- Konfliktu w Kosowie w 1999 roku zrzucając 652 sztuki
- Operacji Trwały Pokój (Operation Enduring Freedom) w Afganistanie w 2002 roku zrzucając 4600 sztuk
- Inwazji na Irak (Operation Iraqi Freedom) w 2003 zrzucając w marcu i kwietniu tego roku 6542 sztuki

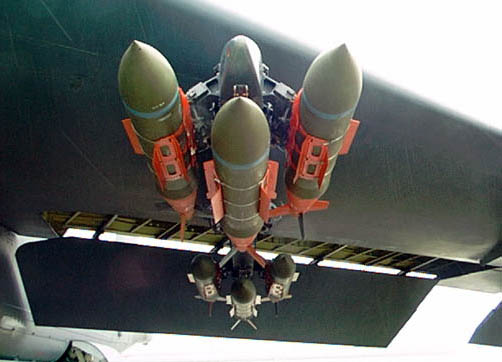
JDAM pod skrzydłem B-52

Bomby systemu JDAM mogą być przenoszone przez samoloty następujących typów:
- A-10 Thunderbolt II
- AV-8B Harrier
- B-1B Lancer
- B-2A Spirit
- B-52H Stratofortress
- F-15E Strike Eagle
- F-16C/D Falcon
- F/A-18C/D Hornet
- F/A-18E/F Super Hornet
- F-22A Raptor
- F-35 Lightning II
- Eurofighter Typhoon

W przeszłości także przez samoloty:
- F-14B/D Tomcat
- F-117 Nighthawk
- S-3 Viking

Producentem systemu naprowadzającego JDAM jest Boeing.